# Szangaku

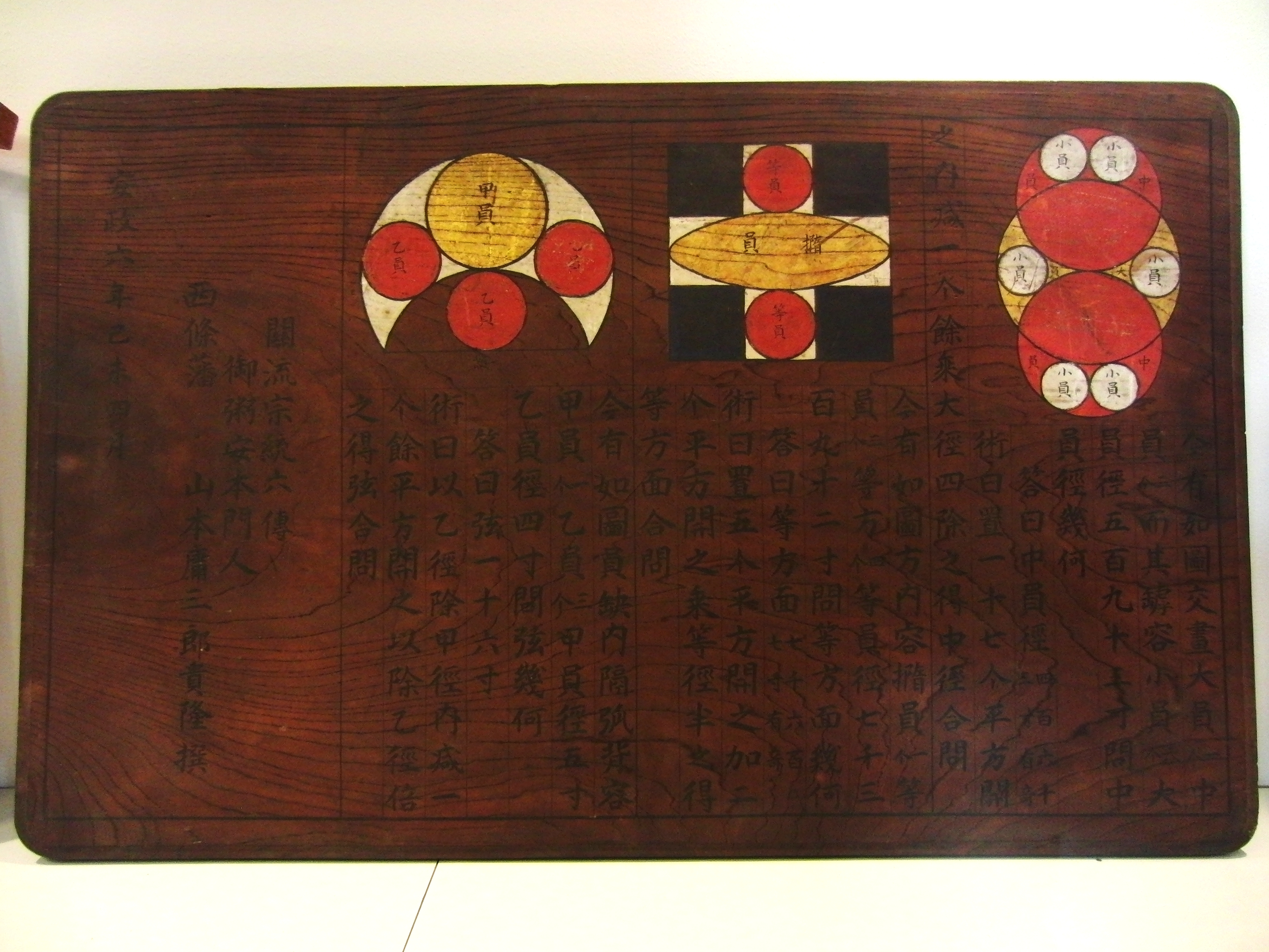
Szangaku a Konnoh Hacsimangu szentélyből, Tokió /Sibuja

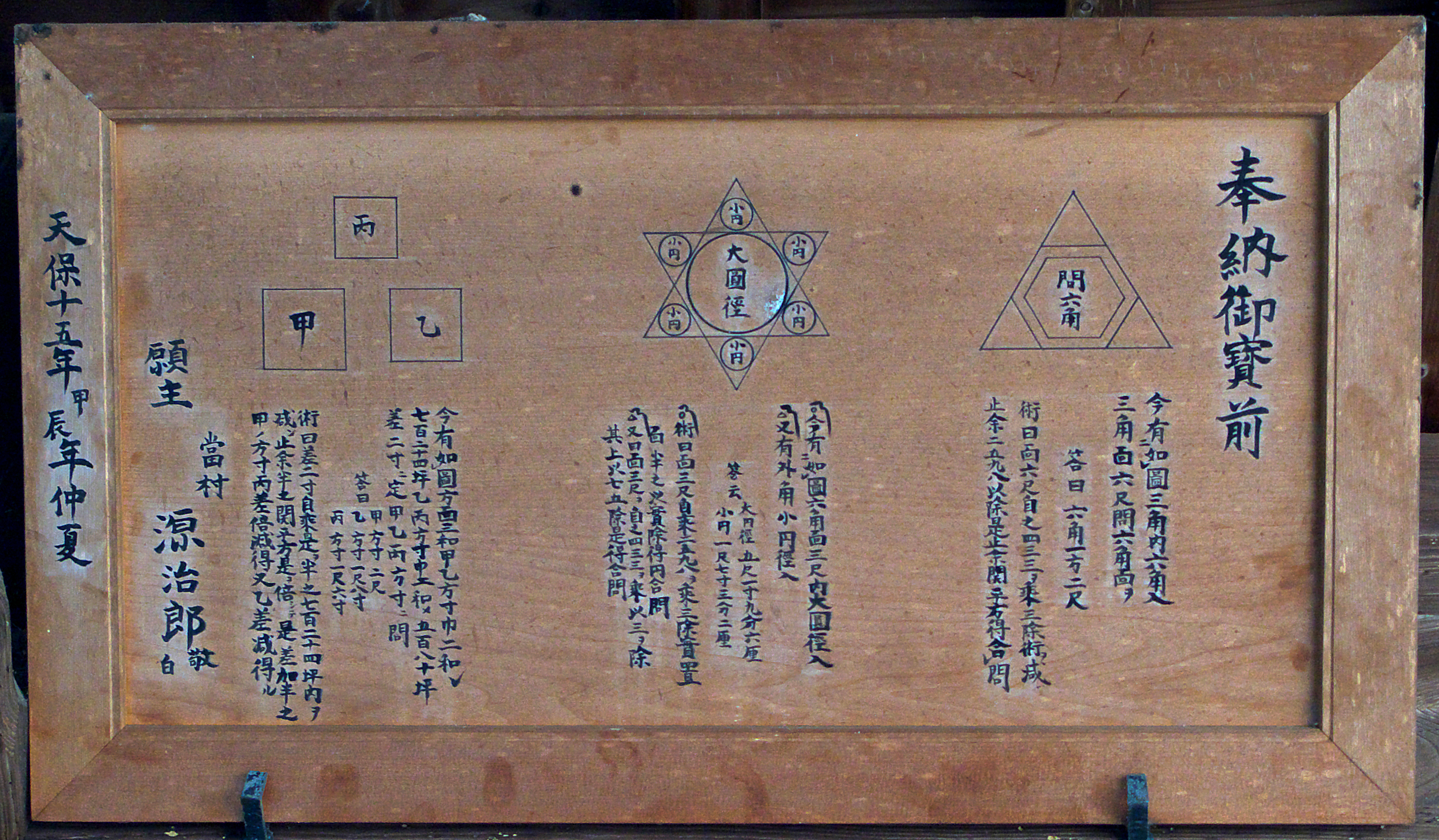
Szangaku az Enmandzsi szentélyből, Nara

A szangaku (japánul 算額, Hepburn-átírással: sangaku) matematikai tábla. Eredete az Edo-korba nyúlik vissza, amikor a nemzeti izoláció (szakoku) alatt létrejött a vaszan (japánul  和算), Japán hagyományos matematikája.
A művészien diszített fatáblára geometriai problémafelvetéseket és megoldásukat vésték fel, levezetés, bizonyítás nélkül. A körök, ellipszisek, körök az ellipszisekben sokkal nagyobb jelentőséget kaptak a szangakun, mint a nyugati matematikában. A nagyon egyszerű feladatok  mellett voltak szinte megoldhatatlannak tűnő problémafelvetések is, amiket a mai matematikusok nagy valószínűséggel nem geometriai módszerekkel oldanának meg. A szangaku táblák térgeometriai feladatokkal, diofantoszi egyenlettel is foglalkoztak.
Buddhista templomokban, de főleg sintó szentélyek tetőeresze alá függesztették fel a szangaku táblákat. Talán azért, hogy köszönetüket fejezzék ki az inspiráló szellemeknek, vagy kihívásnak, üzenetnek szánták: Találd meg a választ, ha tudod!
A legrégibb megmaradt tábla 1683-ból származik, Honsún, Kantó régió Tocsiki prefektúrájában találták. A szangakura felvésték készítőjének nevét és a dátumot is. A táblák tanúsága szerint szamurájok, kereskedők, egyszerű földművesek, sőt nők és gyerekek is foglalkoztak geometriai problémák megoldásával.